# Breviceps macrops
La rana de lluvia del desierto (Breviceps macrops) es una especie de anfibio anuro brevicipítido del género Breviceps. Fue descrito por primera vez por el biólogo belga-inglés, George Albert Boulenger. La principal amenaza a su conservación es la pérdida de su hábitat natural debido a la minería, aunque esta actividad está disminuyendo en su área de distribución.

## Etimología
El nombre del género Breviceps proviene del latín, específicamente de las palabras "brevis" , que significa "corto", y "ceps", que significa "cabeza". El epíteto específico de B. macrops se deriva del griego macro (μακρός), "grande" y óps (ὄψ), que significa "ojo". Esto en referencia a la cabeza de cara corta y los ojos saltones de este anfibio.

## Descripción
La rana de lluvia del desierto es un anuro de cuerpo rechoncho con pequeñas extremidades, cabeza corta y grandes ojos saltones. puede llegar a medir una longitud de 4,8 cm. Al sentirse amenazado, es capaz de emitir un chillido agudo y fuerte.

## Distribución y hábitat
Es endémica de la región costera del sur de Namibia y noroeste de Sudáfrica.

### Hábitat
Habita en dunas de arena cubiertas de matorral. Durante el día se entierra en ellas y solo sale por la noche.